# Kế hoạch hành động toàn diện chung
Kế hoạch hành động toàn diện chung (tiếng Anh: Joint Comprehensive Plan of Action, viết tắt tiếng Anh: JCPOA; tiếng Ba Tư: برنامه جامع اقدام مشترک, đã Latinh hoá: barnāmeye jāme'e eqdāme moshtarak (برجام, BARJAM)), thường được gọi là Thỏa thuận hạt nhân Iran hoặc Thỏa thuận Iran, là một thỏa thuận về chương trình hạt nhân Iran đạt được ở Áo vào ngày 14 tháng 7 năm 2015, giữa Iran, P5 + 1 (năm thành viên thường trực Hội đồng Bảo an Liên Hợp Quốc - Trung Quốc, Pháp, Nga, Vương quốc Anh, Hoa Kỳ cộng với Đức), và Liên minh châu Âu.
Các cuộc đàm phán chính thức về JCPOA đã bắt đầu bằng việc thông qua Kế hoạch hành động chung, một thỏa thuận tạm thời được ký giữa Iran và các nước P5 + 1 vào tháng 11 năm 2013. Iran và các nước P5 + 1 tham gia đàm phán trong 20 tháng tới và vào tháng 4 năm 2015 đã đồng ý về khung cho thỏa thuận cuối cùng. Vào tháng 7 năm 2015, Iran và P5 + 1 đã xác nhận thỏa thuận về kế hoạch cùng với "Thỏa thuận theo lộ trình" giữa Iran và IAEA.
Theo JCPOA, Iran đã đồng ý loại bỏ kho dự trữ trung bình - urani đã làm giàu, cắt giảm kho dự trữ uranium làm giàu thấp tới 98% và giảm khoảng 2/3 số lượng máy ly tâm khí 13 năm. Trong 15 năm tới, Iran sẽ chỉ làm giàu uranium lên tới 3,67%. Iran cũng đồng ý không xây dựng bất kỳ cơ sở nước nặng trong cùng một khoảng thời gian. Các hoạt động làm giàu Uranium sẽ được giới hạn ở một cơ sở duy nhất sử dụng máy ly tâm thế hệ đầu tiên trong 10 năm. Các cơ sở khác sẽ được chuyển đổi để tránh rủi ro phổ biến. Để theo dõi và xác minh sự tuân thủ của Iran với thỏa thuận, Cơ quan năng lượng nguyên tử quốc tế (IAEA) sẽ có quyền truy cập thường xuyên vào tất cả các cơ sở hạt nhân của Iran. Thỏa thuận quy định rằng để đổi lại việc tuân thủ các cam kết của mình, Iran sẽ nhận được sự trợ giúp từ Hoa Kỳ, Liên minh Châu Âu và Hội đồng Bảo an Liên Hợp Quốc các lệnh trừng phạt liên quan đến hạt nhân.
Vào ngày 13 tháng 10 năm 2017 Tổng thống Hoa Kỳ Donald Trump tuyên bố rằng Hoa Kỳ sẽ không đưa ra chứng nhận được quy định theo đạo luật trong nước Hoa Kỳ, nhưng đã dừng việc chấm dứt thỏa thuận.
Các thanh sát viên của IAEA dành 3.000 ngày theo lịch mỗi năm ở Iran, cài đặt các con dấu chống giả và thu thập hình ảnh camera giám sát, dữ liệu đo lường và tài liệu để phân tích thêm. Giám đốc IAEA Yukiya Amano tuyên bố (vào tháng 3 năm 2018) rằng tổ chức đã xác minh rằng Iran đang thực hiện các cam kết liên quan đến hạt nhân của mình. Vào ngày 30 tháng 4 năm 2018, Hoa Kỳ và Israel nói rằng Iran đã không tiết lộ quá khứ Chương trình vũ khí hạt nhân bí mật cho IAEA, theo yêu cầu của thỏa thuận năm 2015.
Vào ngày 8 tháng 5 năm 2018, Tổng thống Trump đã tuyên bố Hoa Kỳ rút khỏi JCPOA. Sau khi Mỹ rút tiền, EU đã ban hành đạo luật chặn vào ngày 7 tháng 8 năm 2018 để vô hiệu hóa các lệnh trừng phạt của Mỹ đối với các quốc gia giao dịch với Iran. Vào tháng 11 năm 2018, các lệnh trừng phạt của Hoa Kỳ đã có hiệu lực nhằm buộc Iran phải thay đổi đáng kể các chính sách của mình, bao gồm hỗ trợ cho các nhóm chiến binh trong khu vực và phát triển tên lửa đạn đạo.
Vào tháng 5 năm 2019, IAEA đã chứng nhận rằng Iran tuân thủ các điều khoản chính của thỏa thuận, mặc dù các câu hỏi được đặt ra về việc có bao nhiêu máy ly tâm tiên tiến mà Iran được phép có, vì điều đó chỉ được xác định một cách lỏng lẻo trong thỏa thuận.
Vào ngày 1 tháng 7 năm 2019, Iran tuyên bố rằng họ đã vi phạm giới hạn được đặt ra đối với kho dự trữ urani làm giàu thấp. Ngay sau khi thông báo, IAEA đã xác nhận rằng kho dự trữ uranium đã làm giàu của Iran vượt quá giới hạn của thỏa thuận. Ngay sau đó, Iran tuyên bố tăng làm giàu uranium vượt quá giới hạn đã cam kết trong thỏa thuận.